# Los animales son gente maravillosa
Los animales son gente maravillosa (en América Latina "El Paraiso Viviente") es un documental de 1974 sobre la vida salvaje en el sur de África. Se rodó en el desierto de Kalahari, en el Desierto del Namib, en el delta del Okavango y en el río Okavango. Fue concebido para el cine cinepolis y dura más de 90 minutos.

## Descripción general
Desde un punto de vista humorístico, este documental nos muestra la vida en aquella zona.
Fue escrito y dirigido por Jamie Uys, quien es más conocido por su película Los Dioses Deben Estar Locos.
- Datos: Q493416